# Qualificazioni al campionato mondiale di calcio 2010 - CONCACAF - Seconda fase, gruppo 2

## Classifica
| Squadra  | G | V | N | P | F | S  | DR | PT |
| -------- | - | - | - | - | - | -- | -- | -- |
| Honduras | 6 | 4 | 0 | 2 | 9 | 5  | +4 | 12 |
| Messico  | 6 | 3 | 1 | 2 | 9 | 6  | +3 | 10 |
| Giamaica | 6 | 3 | 1 | 2 | 6 | 6  | 0  | 10 |
| Canada   | 6 | 0 | 2 | 4 | 6 | 13 | -7 | 2  |

## Risultati

### Primo turno
| Arbitro: | Carlos Batres |

|               |           |              |
| De Guzman 47’ | Marcatori | 52’ Williams |

| Arbitro: | Joel Aguilar |

|               |           |          |
| Pardo 73’ 75’ | Marcatori | 35’ Leon |

### Secondo turno
| Arbitro: | Walter Quesada |

|            |           |               |
| Serioux 5’ | Marcatori | 47’ 56’ Nunez |

| Arbitro: | Baldomero Toledo |

|                                   |           |  |
| Guardado 3’ Arce 33’ Magallon 63’ | Marcatori |  |

### Terzo turno
| Arbitro: | Neal Brizan |

|                       |           |           |
| Bravo 59’ Marquez 73’ | Marcatori | 78’ Gerba |

| Arbitro: | Roberto Moreno Salazar |

|                              |           |  |
| Núñez 65’ Guevara 73’ (rig.) | Marcatori |  |

### Quarto turno
| Arbitro: | Jair Marrufo |

|                                   |           |              |
| Martinez 7’ Costly 66’ Thomas 90’ | Marcatori | 52’ Hainault |

| Arbitro: | Walter Quesada |

|            |           |  |
| Fuller 14’ | Marcatori |  |

### Quinto turno
| Arbitro: | Neal Brizan |

|             |           |  |
| Shelton 16’ | Marcatori |  |

| Arbitro: | Enrico Wijngaarde |

|                         |           |                       |
| Gerba 13’ Radzinski 50’ | Marcatori | 35’ Salcido 64’ Vuoso |

### Sesto turno
| Arbitro: | Carlos Batres |

|                   |           |  |
| Osorio 52’ (aut.) | Marcatori |  |

| Arbitro: | Joel Aguilar |

|                                          |           |  |
| Shelton 28’ King 58’ (rig.) Cummings 85’ | Marcatori |  |